# Tormato
Tormato è il nono album in studio del gruppo progressive inglese Yes, pubblicato dall'etichetta discografica Atlantic nel 1978.

## Storia
È l'ultimo album con il cantante Jon Anderson e il tastierista Rick Wakeman prima del loro abbandono del gruppo nel 1980. Dopo aver portato in tour il loro precedente album, Going for the One (1977), la band iniziò le prove a Londra per registrarne uno nuovo.
Gli Yes si riunirono di nuovo al Sound Associates di Bayswater, a Londra, a metà febbraio 1978 per scrivere e provare il materiale per un nuovo album in studio. La maggior parte delle canzoni di Tormato furono scritte durante le prove e i soundcheck del tour del 1977, poiché il gruppo decise di sviluppare nuove idee piuttosto che utilizzare materiale più vecchio. Il piano originale era che gli Yes pubblicassero Tormato in due parti, con la prima pubblicata nel luglio 1978 e la seconda entro Natale. La seconda uscita doveva essere completata alle Barbados ma ciò non accadde mai e fu invece pubblicato un singolo album.
Fu registrato da febbraio a giugno 1978 ed è il primo album della band registrato in due diversi studi di Londra, gli Advision Studios a Fitzrovia e i RAK Studios a Regent's Park. Inizialmente Howe e Squire desideravano rimanere a Londra e suggerirono un posto "caldo, confortevole e facile", mentre altri avrebbero preferito tornare in Svizzera, dove il gruppo aveva registrato il precedente Going for the One.  Le prime sessioni in studio videro il ritorno di Eddy Offord, che della band aveva coprodotto tutti gli album da The Yes Album (1970) in poi, con la sola eccezione di Going for the One, ma il suo coinvolgimento terminò poco dopo. Rimasti senza un produttore, i cinque decisero di produrre e mixare l'album da soli e riassunsero Geoff Young e Nigel Luby, già ingegneri del suono su Going for the One. Questo modo di lavorare causò problemi interni come Wakeman ha ricordato: "Nessuno aveva paura di dire, 'Bene, Jon, penso che dovresti cantare questa parte.' O 'Steve, quella è una brutta parte di chitarra.' Gli animi si surriscaldarono."  Howe era d'accordo con questa visione e credeva che tali tensioni influenzassero di conseguenza la qualità del suono e il tono dell'album.  Alla fine delle sessioni gli Yes avevano registrato abbastanza materiale per un album e mezzo.

## Accoglienza
Fu accolto tiepidamente dalla critica e dai fan, che in genere considerano il precedente Going for the One (1977) come l'ultimo album del "periodo classico" del gruppo. Lo stesso Rick Wakeman ha in seguito sostenuto che gli Yes non hanno saputo sviluppare del tutto i buoni spunti presenti in questo lavoro; e Steve Howe ha ammesso che in quel periodo il gruppo era in una fase incerta, privo di una chiara identità musicale.
Raggiunse l'ottava posizione nella classifica britannica e la decima in quella statunitense, arrivando a vendere un milione di copie; successo ebbe anche il singolo Don't Kill the Whale.

## Titolo
Il titolo originale dell'album era Eleventh Illusion, un riferimento al desiderio della band di basare i loro set dal vivo sulle illusioni.
Il titolo dell'album doveva inizialmente essere Yes Tor, con riferimento a una formazione geologica del sud dell'Inghilterra.

## Copertina
La copertina fu affidata alla Hipgnosis, che propose alcune ipotesi basate su foto in bianco e nero virate al blu dei membri del gruppo. Si dice che Wakeman, o più verosimilmente il progettista Aubrey Powell, per esprimere il proprio giudizio sulle foto, abbia lanciato su di esse un pomodoro preso dal proprio sandwich. Il risultato piacque più dell'originale, e si decise che il pomodoro dovesse apparire anche sulla copertina dell'album, ribattezzato coerentemente Tormato (unione di tor e tomato, "pomodoro").

## Tracce
Lato A
1. Future Times/Rejoice – 6:46 (Jon Anderson, Steve Howe, Chris Squire, Rick Wakeman, Alan White)
2. Don't Kill the Whale – 3:56 (Anderson, Squire)
3. Madrigal – 2:25 (Anderson, Wakeman)
4. Release, Release – 5:44 (Anderson, Squire, White)

Lato B
1. Arriving UFO – 6:07 (Anderson, Howe, Wakeman)
2. Circus of Heaven (feat. Damion Anderson) – 4:31 (Anderson)
3. Onward – 4:05 (Squire)
4. On The Silent Wings of Freedom – 7:47 (Anderson, Squire)

Tormato è stato rimasterizzato e ripubblicato nel 2004 con diverse tracce aggiuntive.

## Formazione
- Jon Anderson: voce, percussioni
- Chris Squire: basso, seconde voci
- Steve Howe: chitarre elettriche e acustice, vachalia, seconde voci
- Rick Wakeman: piano, organo, moog, sintetizzatori
- Alan White: batteria, percussioni